# Tianchang (ort)
Tianchang är en ort i Kina.   Den ligger i provinsen Hebei, i den centrala delen av landet, 300 km sydväst om huvudstaden Peking. Tianchang ligger 281 meter över havet och antalet invånare är 61 292.
Terrängen runt Tianchang är kuperad åt sydväst, men åt nordost är den platt. Runt Tianchang är det ganska tätbefolkat, med 172 invånare per kvadratkilometer. Tianchang är det största samhället i trakten. Trakten runt Tianchang består till största delen av jordbruksmark.
Inlandsklimat råder i trakten. Årsmedeltemperaturen i trakten är 14 °C. Den varmaste månaden är juni, då medeltemperaturen är 27 °C, och den kallaste är januari, med −2 °C. Genomsnittlig årsnederbörd är 642 millimeter. Den regnigaste månaden är juli, med i genomsnitt 203 mm nederbörd, och den torraste är december, med 5 mm nederbörd.